# Ајанкур
Ајанкур (фр. Ayencourt) насеље је и општина у североисточној Француској у региону Пикардија, у департману Сома која припада префектури Мондидје.
По подацима из 2011. године у општини је живело 175 становника, а густина насељености је износила 37,47 становника/km². Општина се простире на површини од 4,67 km². Налази се на средњој надморској висини од 67 метара (максималној 97 m, а минималној 60 m).

## Демографија
| 1962. | 1968. | 1975. | 1982. | 1990. | 1999. | 2011. |
| ----- | ----- | ----- | ----- | ----- | ----- | ----- |
| 129   | 108   | 138   | 158   | 178   | 170   | 175   |

График промене броја становника у току последњих година